# Partidul Reformist al Statelor Unite ale Americii
Partidul Reformist al Statelor Unite ale Americii (în engleză Reform Party of the United States of America, acronim RPUSA), cunoscut în general sub numele de Partidul Reformist SUA sau Partidul Reformist, este un partid politic centrist din Statele Unite ale Americii. Partidul a fost fondat în 1995 de Ross Perot⁠(d).